# 司母辛鼎
司母辛鼎，是中国商代后期（约公元前13世纪至公元前11世纪）王室祭祀用的青铜方鼎。其腹部著有「司母辛」的铭文，現藏中国社会科学院考古研究所。1976年，中国科学院考古研究所工作人员在河南安阳小屯5号墓发掘出土。通高80.1厘米，口长64厘米，宽48厘米。被认为是祭祀武丁“诸妇”妇好，母辛是对妇好的尊称。